# Burg Eselsberg

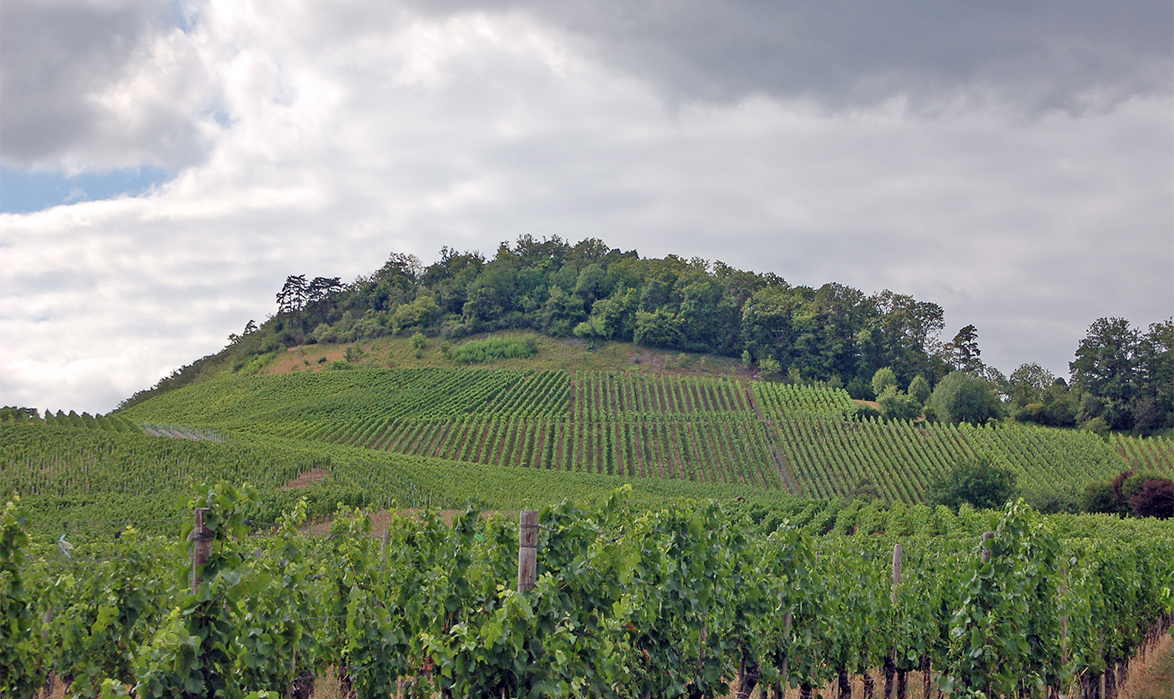
Eselsberg von Südosten

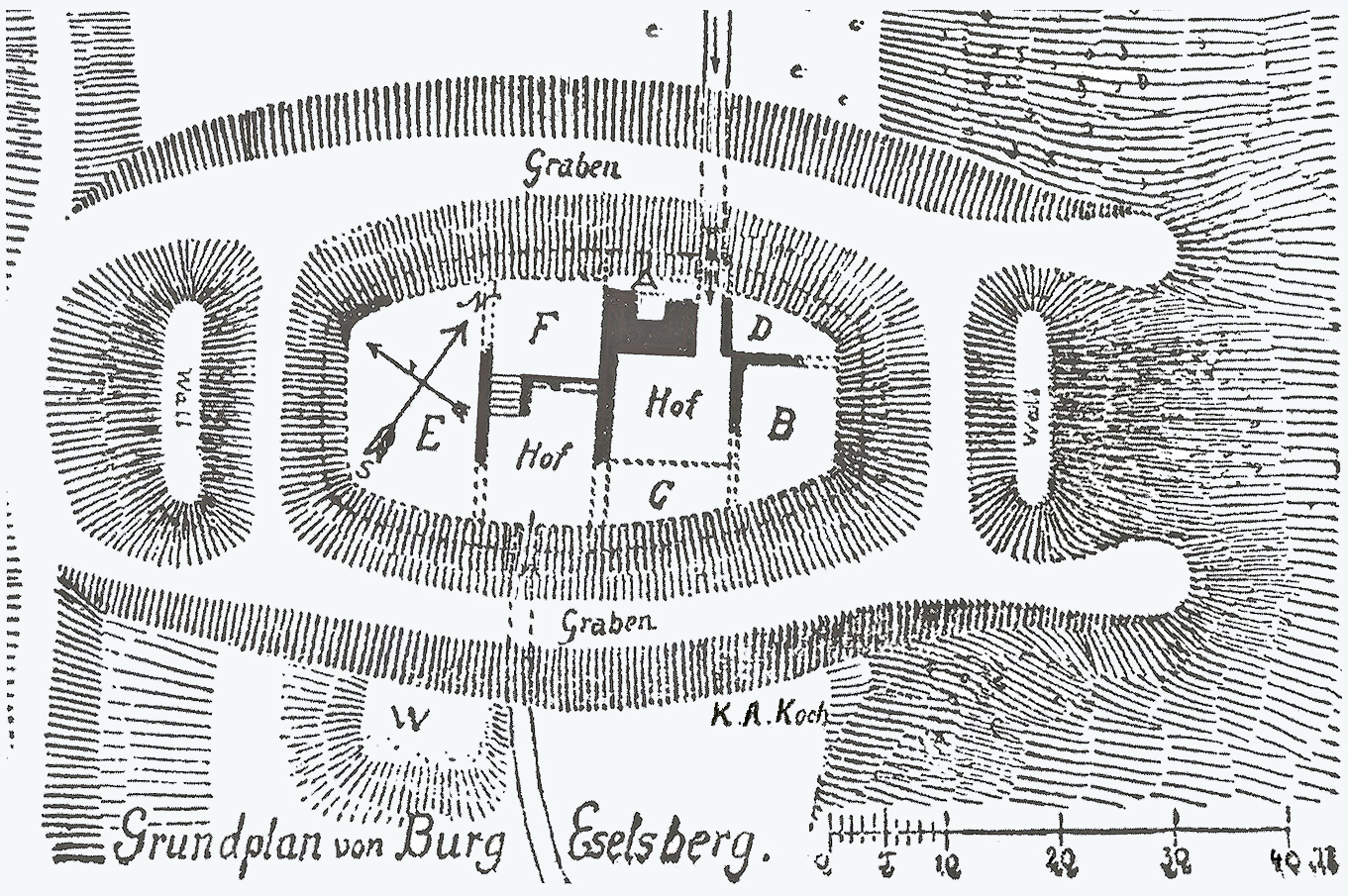
Grundriss des Burgstalls vor der Planierung 1925

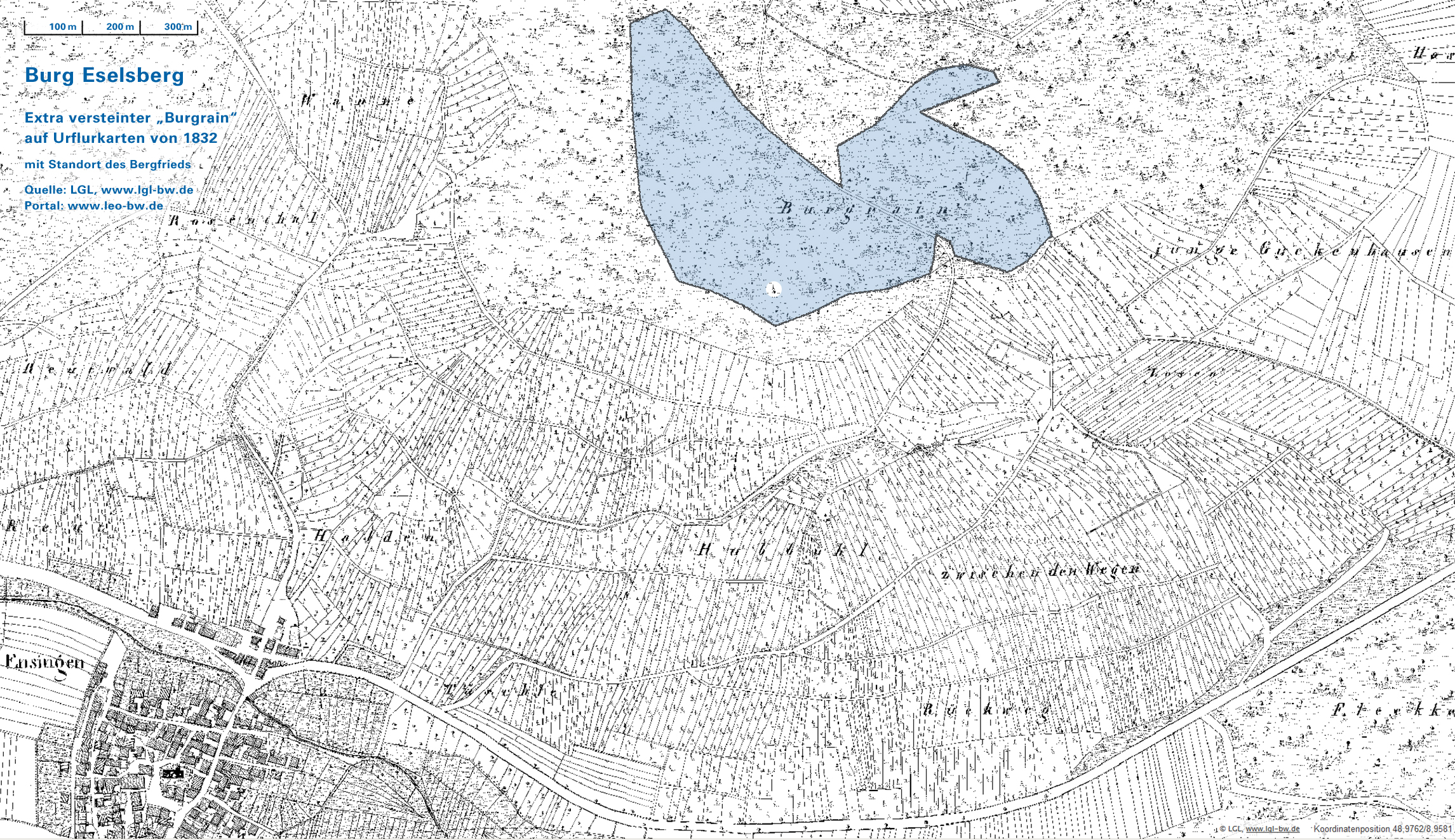
Ausgemarktes Burgareal (blau) mit keilförmigen Einschnitten bei den Zugangswegen und weiß ausgesparter Signatur für den höchsten Punkt

Burg Eselsberg, heute auch Eselsburg genannt, über Ensingen im Landkreis Ludwigsburg in Baden-Württemberg war 1188 noch ein Staufergut, lag danach in den Händen der schwäbischen Edelfreien von Eselsberg, wurde im 14. Jahrhundert Residenz der Grafen von Vaihingen und kam danach an das Haus Württemberg. Auf dem 1925 planierten Burgstall sind nur noch Wallrelikte und ein Halsgraben zu finden; seither steht hier ein Aussichtsturm.

## Geographie

### Umfeld des Burgstalls
Der Burgstall der abgegangenen Spornburg liegt auf dem Eselsberg genannten Bergsporn eines 392 Meter hohen Stromberg-Ausläufers nördlich der Gemeinde Ensingen, die seit der Gebietsreform zur Stadt Vaihingen an der Enz gehört. Im nördlich und östlich der Burg gelegenen Mettertal liegen die ebenfalls zu Vaihingen zählenden Gemeinden Gündelbach und Horrheim. Der Baiselsberg hinter Horrheim ist der höchste Berg des Strombergs. Schloss Kaltenstein über der Vaihinger Altstadt liegt stark vier Kilometer südlich vom Burgstall.
Die sonnenexponierten Hänge des Eselsbergs wurden für den intensiven Weinbau flurbereinigt. Von dem sich nach Westen ziehenden Höhenrücken trennte die Burg ein breiter Halsgraben, der heute von einer Holzbrücke überspannt wird. Inmitten des Burgstalls hat die Ortsgruppe Ensingen des Schwäbischen Albvereins 1925 einen rund 18 Meter hohen Aussichtsturm aus Holz erstellt. Nordwestlich vom Burgstall finden sich Reste einer früheren Befestigung, „Alte Burg“ genannt. Darunter dehnt sich die von der kreiseigenen Abfallverwertungsgesellschaft Ludwigsburg (AVL) betriebene Deponie Burghof aus.

### Zwei stark differierende Strukturen
Bevor der Schwäbische Albverein den Burgstall 1925 zum Ausflugsziel umgestaltete, fertigte der passionierte Burgenforscher Konrad Albert Koch im Rahmen einer Bestandsaufnahme einen Grundriss der Kernburg an (siehe Skizze). Neben Wall- und Graben-Relikten fand er Mauerfundamente und Reste des Bergfrieds vor. Dessen Grundriss hatte eine Kantenlänge von rund sieben Metern und im Erdgeschoss eine Mauerstärke von 2,5 Metern. Der Burgstall ähnelt in seiner seltenen ovalen Struktur der Burg Bromberg im Kirbachtal und misst ohne äußere Wallanlagen etwa 95 mal 55 Meter.
Noch weit größer ist hingegen das in der Urflurkarte von 1832 überlieferte Areal des „Burgrains“, das derzeit mit 50 Grenzsteinen aus der Umgebung ausgemarkt war. Ein Rechteck um dessen unregelmäßigen Grundriss wäre über 670 Meter lang und knapp 530 Meter breit. An den Zufahrtswegen hat das Areal keilförmige Einschnitte, wobei der tiefer liegende Teil nordöstlich vom Weg entlang der 350-Meter-Höhenlinie wirkt, als wäre er später hinzugekommen. Da der südliche Grenzverlauf des Areals mit noch auffindbaren Wallrelikten übereinstimmt, kann davon ausgegangen werden, dass um die Kernburg nachträglich eine ausgedehnte Vorfeldbefestigung angelegt wurde, die Platz für eine mittelalterliche Kleinstadt geboten hätte. Mangels Urkunden oder Plänen bleibt jedoch offen, wer wann und mit welchem Ziel die Befestigung des ganzen Bergsporns veranlasste – und vielleicht nie fertigstellte.
In jüngerer Zeit aufgekommene Spekulationen, bei den Schanzrelikten im weiteren Umfeld der Kernburg müsse es sich um Überbleibsel einer hallstattzeitlichen Höhenburg handeln, entkräftete allerdings bereits die Inaugenscheinnahme von Karl Eduard Paulus, der die damals noch besser erhaltenen Relikte in der Oberamtsbeschreibung von 1856 als mittelalterliche Bestandteile der Burganlage einstufte und auch deren Verknüpfung mit Ensingen beschrieb. Mehr als skeptisch bewertete 2001 auch der Prähistoriker Rüdiger Krause die vorgeschichtliche These, die bislang durch keinen archäologischen Befund gestützt werde.

## Geschichte

### Herren von Eselsberg
Das heute oft Eselsburg genannte „castrum (dt.: Burg) Esilsperch“ wurde am 23. April 1188 erstmals urkundlich in einem Ehevertrag Kaiser Friedrichs I. mit König Alfons VIII. von Kastilien in Seligenstadt als staufisches Eigengut erwähnt. In diesem Vertrag wurde die Ehe von Friedrichs Sohn Konrad mit Alfons Tochter Berengaria vereinbart wurde, erwähnt. Die Burg gehörte mit weiteren 29 staufischen Gütern zur Morgengabe der Braut. Allerdings wurde diese Ehe niemals in die Praxis umgesetzt.
Danach gelangte die Burg an ein namentlich nicht gesichertes staufertreues Geschlecht von Edelfreien, das sich 1194 erstmals nach der Burg „von Eselsberg“ benannte. 1194 war die Burg offenbar in Händen der Brüder Werner und Heinrich von „Eselesberc“, die hinter Bertold von Kräheneck als Zeugen einer Urkunde von König Heinrich VI. aufgeführt wurden. Zuvor sollen sich die Eselsberger laut Werner Palmbach „von Owenbühl“ nach dem Auenbühl bei Rechentshofen genannt haben. Mehr noch als die auffällige Nähe der Eselsberger und Krähenecker lässt die konsequente Verwendung des Leitnamens Belrein durch die Herren von Kräheneck darauf schließen, dass es sich bei den Eselsbergern um eine Krähenecker Seitenlinie handelt, die in der nächsten Generation ebenfalls wieder den Namen Belrein verwendete.

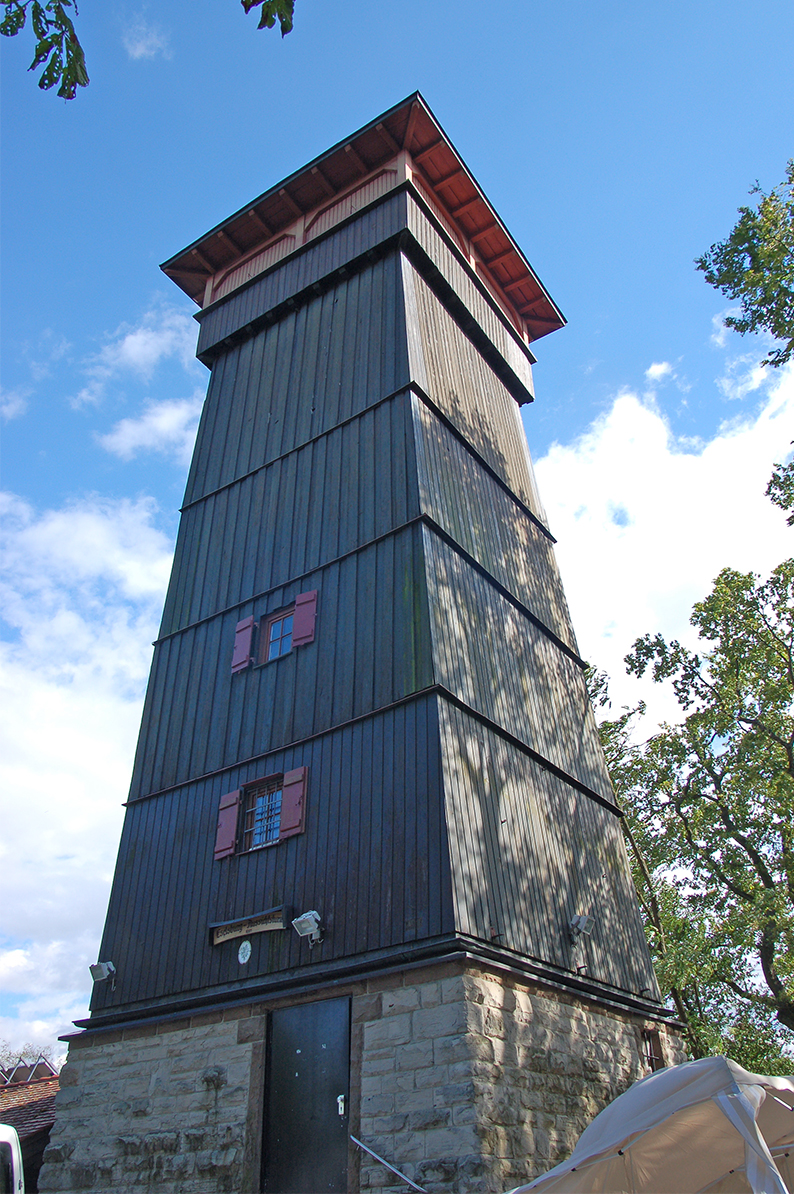
Aussichtsturm von 1925 inmitten des Burgstalls

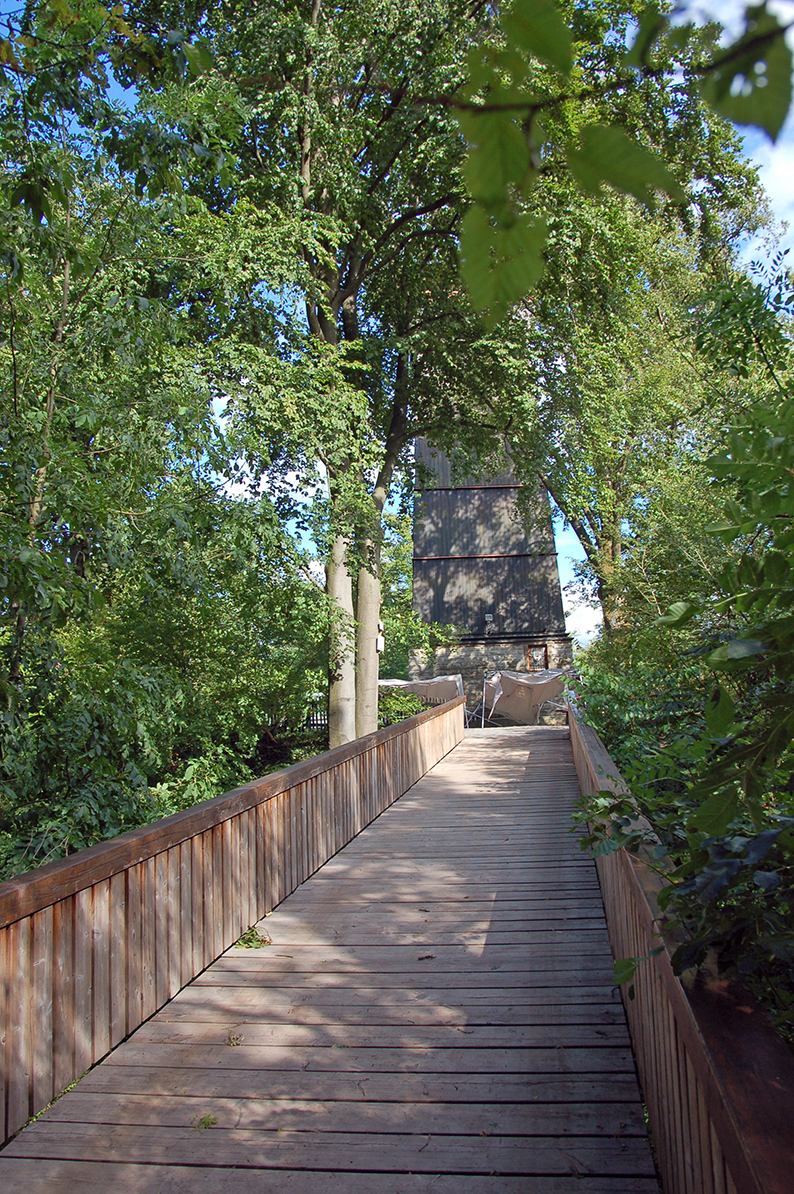
Brücke über den breiten Halsgraben

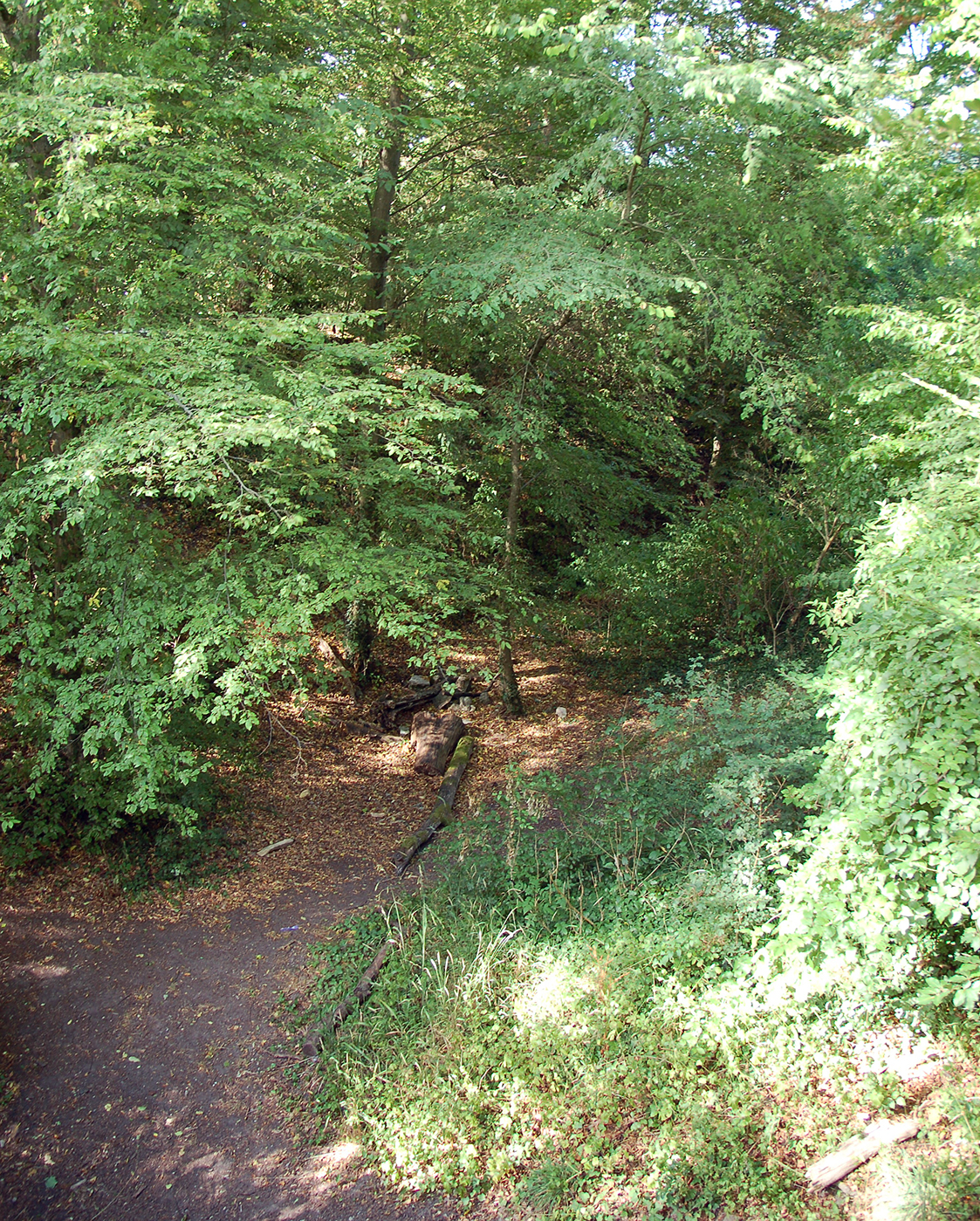
Halsgraben von der Brücke aus gesehen

Von welchem der nur 1194 genannten Brüder Werner und Heinrich der 1232 als Zeuge der Grafen von Vaihingen und von Calw erstmals erwähnte Burgherr Belrein von Eselsberg abstammt, ist nicht bekannt. Verheiratet war er mit Agnes von Bilversheim, vermutlich eine Schwester des Bamberger Bischofs Heinrich I. von Bilversheim, und gründete mit ihr 1241 Kloster Rechentshofen. Sie hatten zwei namentlich bekannte Töchter, Berchtrade und Agnes, aber keinen männlichen Nachfolger.

### Neue Burgherren
Belrein von Eselsberg soll um 1253 gestorben sein. Da er keinen Nachfolger und Tochter Berchtrade als Nonne bzw. Äbtissin in Rechentshofen keine Erbansprüche hatte, fiel das Erbe Belreins mit Burg Eselsberg und der Schutzvogtei über Kloster Rechentshofen an den mit Tochter Agnes verheirateten Grafen Konrad II. von Vaihingen. Dieser urkundete belegbar erstmals am 11. November 1271 auf Burg Eselsberg und hinterließ seinen Erben „eine schwere Schuldenlast“. Nach dem Verkauf von Burg und Stadt Vaihingen nutzten dessen Nachfolger Burg Eselsberg im 14. Jahrhundert als Hauptsitz, bauten diesen offenbar aus und betrieben als Ersatz für Vaihingen den städtischen Ausbau Horrheims und Hohenhaslachs.
Um 1353 musste Graf Konrad V. von Vaihingen zwischendurch die Burg Eselsberg und die Dörfer Ensingen und Glattbach an seinen Neffen, Graf Otto II. von Hohenberg-Nagold, auf Widerruf veräußern. 1363 sah sich dieser allerdings selbst gezwungen, Stammgut an die Württemberger zu verkaufen.
Noch zu Konrads V. Lebzeiten vermachte sein kinderloser Sohn Heinrich, der letzte Graf von Vaihingen, 1356 sein künftiges Erbe testamentarisch dem Grafen Eberhard von Württemberg. Heinrichs erbberechtigte Schwester, Gräfin „Mechthild von Zollern-Eselsberg“, musste nach Heinrichs Tod († 1364) allerdings extra abgefunden werden. Trotz besiegelten Verkaufs verfügte sie weiterhin über Burg Eselsberg und umliegende Gemeinden. Offenbar hatte sie sich deren lebenslangen Nießbrauch gesichert, oder die Württemberger brachten die vereinbarte Vergleichssumme von 7500 Pfund Heller in diesen kriegerischen Zeiten (Städte- und Schleglerkrieg) erst 1396 auf. Vollen Zugriff erhielt das Haus Württemberg wohl erst nach dem Ableben von Mechthilds Tochter Anna, die bis 1396 noch einen Vogt auf dem Eselsberg hatte: Fürderer III. von Wunnenstein, Bruder des bekannten „Gleißenden Wolfs“, siegelte in dieser Funktion 1385, 1390 und 1393. Dass die Vaihinger Grafen an der auch „Veste Eselsberg“ genannten Burg weit länger als an ihrem Stammsitz festhielten und sich selbst der mit Mechthild († 1383) verheiratete Graf Friedrich von Zollern-Schalksburg († 1377) „Herr zu Eselsberg“ nannte, lässt auf eine hohe Standortqualität und besondere Wertschätzung der Burg schließen.
Für die Grafen von Württemberg hatte die Burg am Westrand ihres Territoriums anfangs sicher strategische Bedeutung. Zumal in Zeiten, als sie ihre Grenze gegen die Rheinpfalzgrafen mit dem Landgraben sicherten. Insofern könnte die weiträumige Befestigung des Bergsporns auf die Württemberger zurückgehen. Spätestens mit der Vertreibung Herzog Ulrichs verlor sie 1519 ihre militärische Relevanz, da die österreichische Interimsregierung im Schulterschluss mit der Kurpfalz agierte.

### Doppelter Abgang
Wann die im 18. Jahrhundert bereits als stark reduzierte Ruine beschriebene Burg zerstört oder aufgegeben wurde, ist bislang nicht gesichert. Möglicherweise wurde sie wie das Kloster Rechentshofen und diverse Burgen im Bauernkrieg durch den aufständischen „Zabergäuer Haufen“ um Hans Menckler 1525 zerstört und danach nicht mehr aufgebaut. Als Paulus 1856 die Beschreibung des Oberamts Vaihingen verfasste, war von der Burg und ihren Vorfeldbefestigungen noch einiges mehr als heute zu erkennen. Offenbar auch Mauern, die sich – wie bei der Vaihinger Burg – bis nach Ensingen erstreckt hätten. Davon ist wegen der Rebflurbereinigung allerdings nichts mehr übrig. Bis auf Wallrelikte und Halsgraben ging auch verloren, was die 1925 von Koch vorgenommene Bestandsaufnahme der Kernburg zudem dokumentiert: ein Teil des Bergfrieds und Mauerreste, die er für seinen zeichnerischen Rekonstruktionsversuch nutzte (siehe Skizze). Danach wurde der Aussichtsturm erstellt. Heute wird der planierte Burgstall nicht nur vom Turm auf dem Sockel des Bergfrieds, sondern auch von Nebengebäuden wie einer Schutzhütte, einer Grillstelle und einem Biergarten überprägt. Sonn- und feiertags ist er bewirtschaftet.